# Fatima el-Sharif

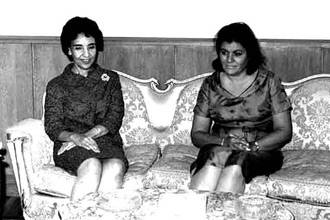
La Reina Fatima de Libia (izquierda) en una visita a Egipto, con la esposa del presidente egipcio la Sra. Tahia Abdel Nasser.

Sayyida Fatima el-Sharif (en árabe: فاطمة الشريف ); después del matrimonio Fatima as-Senussi, o Fatima Al-Shifa Al-Sinousi; 1911 - 3 de octubre de 2009) fue la prima y reina consorte del rey Idris I de Libia, hasta que se produjo el derrocamiento de la monarquía en 1969.

## Primeros años
Fatima el-Sharif nació en Kufra, Libia en 1911, siendo la quinta hija del Sayyid Ahmed Sharif as-Senussi, el exjefe (3.º) de la orden religiosa sanusí. Su padre era activo en la resistencia contra las fuerzas coloniales italianas. Su madre, Khadija, (la segunda esposa de su padre) era una hija del general Ahmad al-Rifi (f. el 3 de septiembre de 1911 en Kufra), distinguido anciano estadista de la hermandad y el último compañero personal sobreviviente del Gran Sanussi. En 1929, se vio obligada a huir en camello a Egipto por orden del Mariscal Rodolfo Graziani. En 1931, se casó en el oasis de Siwa con su primo Idris al-Senussi, entonces emir de Cirenaica y sucesor de su padre. Su único hijo en común murió en 1953, con un día de edad.
Fatima fue miembro de la dinastía Senussi tanto por nacimiento como por matrimonio.

## Reinado
Tras la entronización de su marido como rey de Libia en 1951, Fatimah convirtió en reina consorte (aunque ella no era la única esposa de su marido). En 1954, su sobrino Ibrahim al-Shelhi, asesor de Idris, fue asesinado, debido a un rumor de que Shelhi había convencido al rey de divorciarse de Fatima en favor de un matrimonio con su propia hija. Idris ordenó la ejecución del sobrino de Fatima. Cuando Idris decidió obedecer las demandas de volver a casarse para tener un heredero, Fatima seleccionó dos mujeres como posibles novias: él no eligió a ninguna de ellas; pero, en su lugar, fue elegida una rica heredera egipcia, elegida por su primer ministro, Alia Abdel Kader Lamloum, con quien se casó en 1955. Como no había divorcio, Fatima se negó a salir de la residencia real en Tobruk y, después de un par de meses, Idris y ella se habían reconciliado.

## Posrevolución y la muerte
Fatima estaba en Turquía con su cónyuge en el momento de la revolución auspiciada por Muamar el-Gadafi en 1969. Ella vivió en El Cairo desde el derrocamiento del gobierno real, el 1 de septiembre de 1969 hasta su muerte. Fatima, más tarde, fue juzgada in absentia por el Tribunal Popular Libio y condenada en noviembre de 1971 a cinco años de prisión y a la confiscación de sus bienes. Su casa en Trípoli le fue devuelta en 2007.
Fatima murió el 3 de octubre de 2009 en El Cairo, a los 98 años de edad.

## Personalidad
La relación entre la reina y el rey es descrita como de felicidad mutua, y se convirtieron en padres adoptivos de varios hijos de familiares, además de su hija adoptiva Suleima, cuyo padre había muerto luchando contra Francia. Fatima fue descrita como una persona con tacto y sentido del humor, con una capacidad de hacer a la gente relajarse, especialmente a los niños. Ella también fue la partidaria más leal de Idris, con un estilo sencillo pero elegante. Fatima también se convirtió en un modelo a seguir para una nueva forma de vida para las mujeres de Libia, por su novedoso papel de reina. Fatima no llevaba velo, ni vivió en reclusión; siguiendo el modelo occidental como reina consorte, jugó un papel visible en la sociedad, y estuvo presente con regularidad en varios eventos públicos.

## Ancestros
|  |                                                                 |  |  |  |  |  |  |  |  |  |  |  |  |  |  |  |
|  | 16. Sayyid Ali al-Sanussi                                       |  |  |  |  |  |  |  |  |  |  |  |  |  |  |  |
|  |                                                                 |  |  |  |  |  |  |  |  |  |  |  |  |  |  |  |
|  |                                                                 |  |  |  |  |  |  |  |  |  |  |  |  |  |  |  |
|  | 8. Sayyid Muhammad bin Ali al-Sanussi, I Gran Sanussi           |  |  |  |  |  |  |  |  |  |  |  |  |  |  |  |
|  |                                                                 |  |  |  |  |  |  |  |  |  |  |  |  |  |  |  |
|  |                                                                 |  |  |  |  |  |  |  |  |  |  |  |  |  |  |  |
|  | 4. Sayyid Muhammad bin Muhammad al-Sanussi                      |  |  |  |  |  |  |  |  |  |  |  |  |  |  |  |
|  |                                                                 |  |  |  |  |  |  |  |  |  |  |  |  |  |  |  |
|  |                                                                 |  |  |  |  |  |  |  |  |  |  |  |  |  |  |  |
|  | 2. Sayyid Ahmed Pasha bin Muhammad al-Sanussi, III Gran Sanussi |  |  |  |  |  |  |  |  |  |  |  |  |  |  |  |
|  |                                                                 |  |  |  |  |  |  |  |  |  |  |  |  |  |  |  |
|  |                                                                 |  |  |  |  |  |  |  |  |  |  |  |  |  |  |  |
|  | 20. Farajallah al-Fituri                                        |  |  |  |  |  |  |  |  |  |  |  |  |  |  |  |
|  |                                                                 |  |  |  |  |  |  |  |  |  |  |  |  |  |  |  |
|  |                                                                 |  |  |  |  |  |  |  |  |  |  |  |  |  |  |  |
|  | 10. Ahmad bin Farajallah al-Fituri                              |  |  |  |  |  |  |  |  |  |  |  |  |  |  |  |
|  |                                                                 |  |  |  |  |  |  |  |  |  |  |  |  |  |  |  |
|  |                                                                 |  |  |  |  |  |  |  |  |  |  |  |  |  |  |  |
|  | 5. Fatima bint Ahmad bin Farajallah al-Fituri                   |  |  |  |  |  |  |  |  |  |  |  |  |  |  |  |
|  |                                                                 |  |  |  |  |  |  |  |  |  |  |  |  |  |  |  |
|  |                                                                 |  |  |  |  |  |  |  |  |  |  |  |  |  |  |  |
|  | 1. Sayyida Fatima el-Sharif                                     |  |  |  |  |  |  |  |  |  |  |  |  |  |  |  |
|  |                                                                 |  |  |  |  |  |  |  |  |  |  |  |  |  |  |  |
|  |                                                                 |  |  |  |  |  |  |  |  |  |  |  |  |  |  |  |
|  | 6. General Ahmad al-Rifi                                        |  |  |  |  |  |  |  |  |  |  |  |  |  |  |  |
|  |                                                                 |  |  |  |  |  |  |  |  |  |  |  |  |  |  |  |
|  |                                                                 |  |  |  |  |  |  |  |  |  |  |  |  |  |  |  |
|  | 3. Khadija bint Ahmad al-Rifi                                   |  |  |  |  |  |  |  |  |  |  |  |  |  |  |  |
|  |                                                                 |  |  |  |  |  |  |  |  |  |  |  |  |  |  |  |
|  |                                                                 |  |  |  |  |  |  |  |  |  |  |  |  |  |  |  |

| Predecesor: Nuevo título | Reina consorte de Libia 24 de diciembre de 1951 – 1 de septiembre de 1969 | Sucesor: Fin de la Monarquía |